# Ustanowienie świętego Alojzego Gonzagi patronem młodych
Ustanowienie świętego Alojzego Gonzagi patronem młodych (hiszp. La consagración de San Luis Gonzaga como patrono de la Juventud) – obraz olejny przypisywany hiszpańskiemu malarzowi Franciscowi Goi (1746–1828). Obraz należy do urzędu miasta Jaraby i jest eksponowany w Museo de Zaragoza. Około roku 1798 Goya ponownie przedstawił jezuitę na obrazie Święty Alojzy Gonzaga medytujący.

## Okoliczności powstania
Obraz został zamówiony przez jezuitów do kościoła Santa María del Pilar w Calatayud, obecnie nazywanego San Juan el Real. Powstał prawdopodobnie w dwóch etapach. Malarz rozpoczął pracę około 1763, kiedy starał się o przyjęcie do Akademii w Madrycie, a dokończył w 1765, kiedy wrócił do Calatayud, aby malować Ojców Kościoła w pendentywach świątyni jezuitów.
Po wydaleniu jezuitów z Hiszpanii w 1767 obraz przeniesiono do eremu Nuestra Señora del Jaraba (Najświętsza Maria Panna z Jaraby), gdzie odnaleziono go w 1985. 

## Opis obrazu
Obraz o owalnym kształcie przedstawia ustanowienie włoskiego świętego Alojzego Gonzagi patronem młodych przez papieża Benedykta XIII. Papież zwraca się do młodego jezuity i jego uczniów i wskazuje na niebo, gdzie widać świętego w glorii unoszonego do nieba przez anioły. Alojzy jest przedstawiony w habicie jezuitów, a w ręce trzyma białe lilie symbolizujące czystość. Przesłanie papieża jest podkreślone przez tekst na filakterii wychodzącej z jego ust: INSPICE, ET FAC SECUNDUM EXEMPLAR. Papież prosi, aby młodzi chrześcijanie brali przykład ze świętego. W dolnej części kompozycji widoczna jest ramka, której wnętrze zamalowano białą farbą. Inskrypcja na niej głosi: S. ALOYSIUS GONZA. J. A. SS. P. BENEDICTO BONUS EL EXEMPLA. W tle obrazu rozgrywa się inna scena, widać świątynię i pogrzeb świętego – przeniesienie szczątków do kościoła św. Ignacego w Rzymie. 
Kompozycja wyraźnie podzielona na dwie płaszczyzny oraz zestawienie wymiarów – boskiego i ziemskiego to typowe zabiegi barokowe. Wczesne malarstwo Goi jest sztywne, a linia ciężka, co jest widoczne zwłaszcza w postaciach świętego i papieża. Pozy postaci są sztuczne i nieco górnolotne. Większą zręcznością i jakością chromatyczną charakteryzuje się przedstawienie dzieci. Widoczny jest wpływ pierwszego nauczyciela Goi José Luzána; neapolitańsko-rokokowy charakter zdradzają pastelowe barwy ubrań chłopców stojących z prawej strony. 
Atrybucja wzbudza wątpliwości u niektórych znawców Goi, podczas gdy inni uznają obraz za dzieło z lat młodości i okresu nauki.